# Panspoeus
Panspoeus là một chi bọ cánh cứng trong họ 
Elateridae.
Chi này được miêu tả khoa học năm 1877 bởi Sharp.

## Các loài
Các loài trong chi này gồm:
- Panspoeus bipunctatus (Schwarz, 1906)
- Panspoeus guttatus (Sharp, 1877)
- Panspoeus tenebrosus (Broun, 1880)